# Élections législatives saint-marinaises de 1923
Les élections législatives saint-marinaises de 1945 se sont déroulées le 4 mars 1923.
Il s'agit d'un scrutin anticipé qui marqua le début du régime fasciste dans la république. Les partis de gauche sont empêchés de participer, tandis que toutes les forces de centre droit se présentèrent avec le Parti fasciste de Saint-Marin sous une liste unique appelée le « Bloc Patriotique » qui remporte l'intégralité des sièges/
Plus tard, le Parti fasciste prend le contrôle complet du pays, et instaure une dictature qui durera vingt ans.

## Contexte
Après que Benito Mussolini soit arrivé au pouvoir après la Marche sur Rome, il tente de mettre au pas son petit voisin enclavé dans ses terres. Il fait dissoudre l’assemblée saint-marinaise pour provoquer des élections anticipées. Les fascistes utilisant des tactiques de peur, les socialistes ne participent pas au scrutin et boycottent le vote.
Pour cette élection, les forces de droite et de centre droit briguent les suffrages avec une liste unique, le « Bloc patriotique », sous l'impulsion du Parti fasciste de Saint-Marin.

## Résultats
|                        |                                          |                                     |       |       |     |        |               |  |  |  |  |  |  |  |
| Partis                 | Partis                                   | Partis                              | Voix  | %     | +/- | Sièges | +/-           |  |  |  |  |  |  |  |
|                        |                                          | Parti fasciste de Saint-Marin (PFS) | 1 437 | 100   | Nv  | 29     | Nv            |  |  |  |  |  |  |  |
|                        | Parti populaire saint-marinais (PPS)     | 20                                  | 1 437 | 100   | Nv  | 9      |               |  |  |  |  |  |  |  |
|                        | Union démocratique saint-marinaise (UDS) | 9                                   | 1 437 | 100   | Nv  | 4      |               |  |  |  |  |  |  |  |
|                        | Volontaires de guerre                    | 2                                   | 1 437 | 100   | Nv  | Nv     |               |  |  |  |  |  |  |  |
| Total Bloc patriotique | Total Bloc patriotique                   | 60                                  | 1 437 | 100   | Nv  | 60     |               |  |  |  |  |  |  |  |
|                        |                                          |                                     |       |       |     |        |               |  |  |  |  |  |  |  |
| Suffrages exprimés     | Suffrages exprimés                       | Suffrages exprimés                  | 1 437 | 96,83 |     |        |               |  |  |  |  |  |  |  |
| Votes blancs et nuls   | Votes blancs et nuls                     | Votes blancs et nuls                | 47    | 3,17  |     |        |               |  |  |  |  |  |  |  |
| Total                  | Total                                    | Total                               | 1 484 | 100   | -   | 60     | en stagnation |  |  |  |  |  |  |  |
| Abstentions            | Abstentions                              | Abstentions                         | 2 700 | 64,53 |     |        |               |  |  |  |  |  |  |  |
| Inscrits/Participation | Inscrits/Participation                   | Inscrits/Participation              | 4 184 | 35,47 |     |        |               |  |  |  |  |  |  |  |